# Palaeocoprina argentinensis
Palaeocoprina argentinensis är en tvåvingeart som beskrevs av Marshall 1998. Palaeocoprina argentinensis ingår i släktet Palaeocoprina och familjen hoppflugor. Inga underarter finns listade i Catalogue of Life.